# 約書亞·庫許納
約書亞·庫許納（英語：Joshua Kushner，1985年6月12日—）是一名美國商人及投資者。他是投資公司興盛資本的創辦人兼執行合夥人、奧斯卡健康的共同創辦人，地產大亨查爾斯·庫許納的次子。

## 早年及個人生活
約書亞·庫許納在美國紐澤西州利文斯頓的猶太家庭中長大。他的母親為謝莉爾·庫許納（Seryl Kushner），娘家姓斯塔茂爾（Stadtmauer），父親為淨資產總額約5億美元的知名房地產商開發商查爾斯·庫許納。他的哥哥傑瑞德·庫許納在2003年從哈佛大學畢業後掌管家族的房地產事業，是美國總統唐納·川普女兒伊凡卡·川普的丈夫，現為美國創新辦公室主任及美国总统高级顾问。約書亞於2008年自哈佛大學畢業，2011年取得哈佛商學院碩士學位。
根據記者丹尼爾·戈爾登在其《大學潛規則》書中描述，庫許納與其兄長傑瑞德·庫許納在父親向哈佛大學認捐250萬美元後，以平庸的學術成績被該校錄取。庫許納的高中理科主任曾提到他是個「用功的學生」，但仍不足以進入最高學術殿堂。
他自2012年開始與美國超級名模卡莉·克勞斯交往。兩人在2018年10月18日完婚，并在2021年3月迎来第一个孩子。

## 職業生涯

### 《Scene》、Vostu及Unithrive
大二那年，庫許納在布克兄弟贊助的校園刊物《Scene》擔任發想執行編輯，希望讓這份雜誌成為哈佛版的《時尚》或《浮華世界》。據《哈佛克里姆森報》报道，《Scene》在發行後遭到猛烈抨擊，學生們更在Facebook創立「《Scene》是個狗屁」（Scene Magazine is Bullshit）社團，批評它「不僅欠缺少數民族作為模特兒，更扭曲了哈佛人的形象」。
在他大三那年的春季学期，庫許納與兩位研究生合資1萬美元，創立社群媒體Vostu，希望與Facebook做出區隔，創造一個並非以英文溝通的線上社群。根據庫許納表示，拉丁美洲的網際網路使用量逐年增長，科技技術也隨之蓬勃發展，是開創新社群網站的潛力市場。
畢業一年後，庫許納與非營利組織Kiva總裁普立默·夏爾的表弟，同時也是哈佛學弟的塔努吉·帕里克（Tanuj Parikh）共同創立了一家公司Unithrive。Unithrive受到了Kiva的點對點貸款模式啟發，以「緩解大學學費危機」作為主要發想，面臨金錢困難的學生可以上傳個人照片及簡歷，透過網站與校友資助人聯繫，申請最高2000美元的貸款，並享有畢業五年內免息還款。這家公司已不再運作。

### 高盛及興盛資本
哈佛畢業後，庫許納進入私募股權公司高盛的商業銀行部任職，但是，不久後便在2009年離職，自己創立私人募股及風險投資公司興盛資本（Thrive Capital），主要業務為媒體及網路投資。自創立以來，興盛資本已經從包含普林斯頓大學在內的各機構投資者募集超過7.5億美元。興盛資本募集了幾支風險投資基金，包括在2011年募資達4000萬美元的第二支興盛基金、在2012年募資達1.5億美元的第三支興盛基金，以及在2014年9月募資達4億美元的第四支興盛基金。
庫許納因為他在興盛資本的成就，入選《富比士》30歲以下最具影響力人物、《Inc.》35歲以下最具影響力人物、《克萊恩傳媒》40歲以下最具影響力人物，以及《浮華世界》年度權勢人物。

### 奧斯卡健康
庫許納在2012年創立健康保險新創公司奧斯卡健康。2016年，這間公司的市值估計約27億美元。截至2015年，該公司的業務分佈美國四州，投保人數超過14萬5千人，並入選CNBC的50家最具影響力的新創公司、《Inc.》最創新的新創公司，以及《MM&M》的40大醫療保健改革者。
2015年，該公司虧損9240萬美元，據報導，他們正努力減少分布據點。

### Cadre
2015年，庫許納與他的哥哥傑瑞德·庫許納及共同好友萊恩·威廉斯創立一間新公司Cadre，由威廉斯擔任執行長。Cadre是一個幫助如需要家庭辦公室及房地產投資等特定類型客戶的科技平台。該公司已募得超過2.5億美元的資金。

## 外部連結
- C-SPAN內的頁面（英文）